# Nervo femorale
Il nervo femorale o crurale è un nervo misto che origina con tre radici dal plesso lombare e comprende fibre provenienti da  L2, L3 e L4. La radice superiore origina dall'ansa anastomotica fra L2 e L3, la radice media da L3 e la radice inferiore da L4.

## Territorio di innervazione
Il nervo femorale innerva l'ileopsoas, i muscoli anteriori della coscia e parte dei muscoli mediali (parte dell'adduttore lungo). Innerva inoltre la cute anteromediale di coscia e gamba e la cute dorsomediale del piede. Insieme al n. otturatorio (eccezionalmente) innerva inoltre il muscolo pettineo.

## Decorso
Le tre radici confluiscono in un unico tronco a livello della quinta vertebra lombare. Il tronco scende verso il basso coperto dal grande psoas e si rende evidente nell'angolo formato dalla confluenza fra lo psoas e l'iliaco. Durante il suo decorso addominale e pelvico fornisce rami per l'ileopsoas e il pettineo. Passa al di sotto del legamento inguinale nella lacuna neuromuscolare assieme all'ileopsoas. In corrispondenza del triangolo di Scarpa si divide nei suoi 4 rami terminali: il nervo muscolocutaneo laterale, il nervo muscolocutaneo mediale, il nervo del muscolo quadricipite e il nervo safeno.

### Nervo muscolocutaneo laterale
Il nervo muscolocutaneo laterale è misto. Si dirige verso il basso addossato alla faccia profonda del sartorio. Fornisce rami muscolari per il sartorio e rami perforanti che attraversano il sartorio e raggiungono la cute anteriore della coscia.

### Nervo muscolocutaneo mediale
Il nervo muscolocutaneo mediale è misto. Raggiunge la parte mediale della coscia e fornisce rami muscolari per il pettineo e l'adduttore lungo e rami cutanei per la faccia superomediale della coscia.

### Nervo del muscolo quadricipite
Il nervo del muscolo quadricipite è esclusivamente  motorio. È il più voluminoso dei rami terminali e si divide in quattro branche destinate ai quattro capi del quadricipite.

### Nervo safeno
Il nervo safeno è esclusivamente sensitivo e può essere considerato l'effettivo ramo terminale del nervo femorale. Decorre profondamente nella coscia a ridosso dell'arteria femorale, con la quale penetra nel canale degli adduttori. Esce dal canale perforandone la parete anteriore e raggiunge la regione mediale del ginocchio, dove si divide in due rami:
- Ramo infrapatellare (o rotuleo): si fa superficiale e innerva la cute della regione della rotula e l'articolazione del ginocchio.
- Ramo tibiale: rappresenta la diretta continuazione del nervo safeno. Raggiunge la gamba e decorre come satellite della vena safena grande, prima lungo la faccia mediale della gamba e poi davanti al malleolo mediale e lungo il margine mediale del piede. Durante il suo decorso innerva la cute mediale della gamba, la cute dorsomediale del piede e l'articolazione talocalcaneare